# Johann Karl Rodbertus
Johann Karl Rodbertus o Rodbertus-Jagetzow (Greifswald, 12 d'agost de 1805 – Jagetzow, Demmin, 6 de desembre de 1875) va ser un economista alemany defensor de la teoria del valor-treball i partidari del socialisme d'estat.

## Primers anys
Era el fill d'un professor de Dret i ell mateix es va graduar en Lleis, després d'estudiar a Friedland, Göttingen i Berlín. Després va estudiar Filosofia a la Universitat Ruprecht Karls de Heidelberg i Ciències econòmiques a la Universitat de Dresden. Va viatjar pels Països Baixos, França i Suïssa, abans de comprar i establir-se en una finca a Jagetzow.

## Concepcions
Per Rodbertus solament els béns que resulten de treball són béns econòmics i els altres, com ara la llum del sol, que no resulten de treball, són béns naturals l'estudi dels quals no correspon a l'economia. Una mercaderia, en tant que bé econòmic és solament producte del treball i qualsevol altre enfocament sobre ella és assumpte dels físics; cap part del valor del gra, per exemple, deu ser atribuïda al sol o al sòl. Els béns econòmics són productes del treball que va entrar la seva composició i del treball que va crear els instruments que van permetre aquesta producció. El valor del gra, per exemple, no prové simplement en el pagès sinó també en el treball dels quals van fabricar l'arada. La renda, entesa per Rodbertus com l'ingrés percebut per l'amo de la terra o l'empresari que contracta al treballador, és equivalent al treball no retribuït a aquest. Rodbertus va considerar llavors tant el guany de l'empresari com la renda del sòl, com a part del treball excedent, concepció que permet analitzar com la plusvàlua es redueix a l'apropiació pel capitalista del producte excedent del treball, encara que no especificava, com Karl Marx, com el Benefici econòmic es converteix en renda del sòl.
La teoria de Rodbertus té els seus antecedents en Adam Smith i David Ricardo i els ricardians, un dels quals va publicar en 1821 una anàlisi del producte excedent del treball de l'obrer, apropiat com a capital. William Thompson, en 1824, va considerar l'apropiació d'aquest treball excedent com una despulla i va conduir aquesta teoria cap a la reivindicació del cooperativisme i el socialisme.
D'orientació estatista, Rodbertus va propugnar la instauració d'un règim socialista, en el qual l'Estat s'encarregui de retribuir el treball i fixar els preus, encarregant-se completament del comerç i la distribució.
Les seves principals obres van ser Die Forderungen der arbeitenden Klasse (La reivindicació de la classe treballadora, 1837); Zur Erkenntniss unserer staatswirtschaftlichen Zustände (Cap a l'enteniment de les condicions de la nostra economia estatal, 1842) i Soziale Briefe an von Kirchmann (Carta social a von Kirchmann, 1850-1851).